# タスク (プロジェクト管理)
タスク (英: task)は、プロジェクト管理では、定義された短期的な期間内に、または作業関連の目標に向けて作業するための期限までに達成する必要がある活動のこと。プロジェクト内のさまざまな業務を、管理を行う小さな単位に分解した作業のことを指す。タスクはアサインメントに分割できる。アサインメントには、割り当てる担当者の他、開始日と終了日、完了期限も定義する必要がある。タスクには1つ以上のアサインメントが含まれることがあり、アサイメントの実行によりタスク全体が実行される。特定のタスクのすべてのアサインメントが完了すると、タスクが完了する。タスク同士には互いに依存関係があることがある。
タスクの完了には、通常、他の担当者との調整が必要となる。共通の目標を達成するために、複数の担当者の時間、エネルギー、努力、能力、リソースを組み合わせて最大限の効果を発揮するために調整を行う。調整は、単一レベルでの作業を、複数の担当者によって完了されるより大きなタスクの作業に結び付ける重要なメカニズムである。調整により、大きなタスクも正常に完了することができる。
ほとんどのプロジェクトでは、タスクの遂行には2つの注意点がある。
- タスクの依存関係：ほとんどのタスクの実行には通常、他のタスクとの依存関係がある。ただし、他のタスクが終了しないと多くのタスクを開始できない場合に、プロジェクトが停滞する可能性がある。
- 完了という用語の不明確な理解：たとえば、タスクが90％完了したとした場合、タスクを完了するのに、いままでにタスクに費やされた時間から見積もった、タスク全体にかかると想定される時間の10分の1しかかからないことを意味しない。数字的にそのように考えてしまいがちであるが、実際にそうなることはめったにない[1]。